# ذؤنون
الذُّؤْنُون (الجمع: ذَآنِينٌ) هو جنس نبات من الفصيلة الهالوكية، يضم 27 نوعاً.

## أنواعه
من أنواع الذؤنون:
- الذؤنون الأصفر أو الهَالُوك الرِّيحِيّ[2] (الاسم العلمي: Cistanche phelypaea أو Cistanche lutea)
- الذؤنون الأفغاني (الاسم العلمي: Cistanche afghanica)
- الذؤنون الأنبوبي (الاسم العلمي: Cistanche tubulosa)
- الذؤنون البنفسجي (الاسم العلمي: Cistanche violacea)
- الذؤنون التتاري (الاسم العلمي: Cistanche salsa، سابقاً Anblatum tartaricum)
- الذؤنون الصحراوي (الاسم العلمي: Cistanche deserticola)
- الذؤنون الصيني (الاسم العلمي: Cistanche sinensis)
- الذؤنون المغربي (الاسم العلمي: Cistanche mauritanica)
- الذؤنون المغولي (الاسم العلمي: Cistanche mongolica)